# Alpiner Nor-Am Cup 2021/22
Der Alpine Nor-Am Cup 2021/22 begann am 18. November 2021 in Copper Mountain (US-Bundesstaat Colorado) und endete mit dem letzten Rennen am 28. März 2022 in Sugarloaf (US-Bundesstaat Maine) enden. Es war die 51. Saison dieser Rennserie (beziehungsweise die 45. unter der Ägide des  Internationalen Ski-Verbandes FIS), die als einer der Kontinentalcups im alpinen Skisport traditionell einen Teil des Unterbaus zum Weltcup bildet. Die vorherige Saison 2020/21 war aufgrund der COVID-19-Pandemie nicht ausgetragen worden.

## Austragungsorte
Anmerkung: Die Tabelle gibt die ursprüngliche Planung wieder.
| Datum                    | Ort                    | Wettkämpfe                                           |
| ------------------------ | ---------------------- | ---------------------------------------------------- |
| 16.–17. November 2021    | Vail                   | Slalom                                               |
| 18.–21. November 2021    | Copper Mountain        | Riesenslalom                                         |
| 8.–10. Dezember 2021     | Lake Louise            | Abfahrt, Super-G                                     |
| 12.–18. Dezember 2021    | Panorama               | Super-G, Riesenslalom, Slalom, Kombination, Parallel |
| 7.–10. Februar 2022      | Mont Édouard (M)       | Riesenslalom, Slalom                                 |
| 8.–9. Februar 2022       | Georgian Peaks (F)     | Riesenslalom                                         |
| 10.–11. Februar 2022     | Osler Bluff (F)        | Slalom                                               |
| 14.–17. Februar 2022     | Whiteface Mountain (F) | Super-G, Riesenslalom, Slalom, Kombination           |
| 14.–17. Februar 2022     | Burke (M)              | Super-G, Riesenslalom, Slalom, Kombination           |
| 22. März – 1. April 2022 | Sugarloaf              | Abfahrt, Super-G, Riesenslalom, Slalom, Parallel     |

## Cupwertungen

### Gesamtwertung
| Rang | Athlet           | Punkte |
| ---- | ---------------- | ------ |
| 1    | Liam Wallace     | 1098   |
| 2    | Riley Seger      | 870    |
| 3    | Sam Mulligan     | 821    |
| 4    | Kyle Alexander   | 820    |
| 5    | Isaiah Nelson    | 777    |
| 6    | Cooper Puckett   | 553    |
| 7    | Asher Jordan     | 494    |
| 8    | Cooper Cornelius | 472    |
| 9    | Jay Poulter      | 457    |
| 10   | Justin Alkier    | 380    |

| Rang | Athletin              | Punkte |
| ---- | --------------------- | ------ |
| 1    | Ava Sunshine          | 950    |
| 2    | Stefanie Fleckenstein | 908    |
| 3    | Allie Resnick         | 804    |
| 4    | Kiki Alexander        | 780    |
| 5    | Sarah Bennett         | 679    |
| 6    | Britt Richardson      | 675    |
| 7    | Lila Lapanja          | 629    |
| 8    | Lauren Macuga         | 596    |
| 9    | Arianne Forget        | 547    |
| 10   | Candace Crawford      | 515    |

### Abfahrt
| Rang | Athlet                | Punkte |
| ---- | --------------------- | ------ |
| 1    | Jeffrey Read          | 330    |
| 2    | Jared Goldberg        | 200    |
| 2    | Kyle Alexander        | 160    |
| 4    | Roy-Alexander Steudle | 157    |
| 5    | Sam Mulligan          | 150    |

| Rang | Athletin              | Punkte |
| ---- | --------------------- | ------ |
| 1    | Stefanie Fleckenstein | 245    |
| 2    | Lauren Macuga         | 230    |
| 3    | Candace Crawford      | 207    |
| 4    | Isabella Wright       | 200    |
| 5    | Katrina Van Soest     | 157    |

### Super-G
| Rang | Athlet           | Punkte |
| ---- | ---------------- | ------ |
| 1    | Kyle Alexander   | 360    |
| 2    | Riley Seger      | 265    |
| 3    | Isaiah Nelson    | 235    |
| 4    | Sam Mulligan     | 192    |
| 5    | Cooper Cornelius | 142    |

| Rang | Athletin              | Punkte |
| ---- | --------------------- | ------ |
| 1    | Candace Crawford      | 250    |
| 2    | Stefanie Fleckenstein | 220    |
| 3    | Alix Wilkinson        | 180    |
|      | Lauren Macuga         | 180    |
| 5    | Sarah Bennett         | 172    |

### Riesenslalom
| Rang | Athlet           | Punkte |
| ---- | ---------------- | ------ |
| 1    | Riley Seger      | 403    |
| 2    | Liam Wallace     | 378    |
| 3    | Harry Laidlaw    | 300    |
| 4    | Cornelius Cooper | 247    |
| 5    | Anton Grammel    | 209    |

| Rang | Athletin         | Punkte |
| ---- | ---------------- | ------ |
| 1    | Allie Resnick    | 432    |
| 2    | Britt Richardson | 378    |
| 3    | Ava Sunshine     | 217    |
| 4    | Arianne Forget   | 181    |
| 5    | Estelle Alphand  | 180    |

### Slalom
| Rang | Athlet         | Punkte |
| ---- | -------------- | ------ |
| 1    | Liam Wallace   | 350    |
| 2    | Asher Jordan   | 305    |
| 3    | Simon Fournier | 260    |
| 4    | Justin Alkier  | 253    |
| 5    | Cooper Puckett | 237    |

| Rang | Athletin       | Punkte |
| ---- | -------------- | ------ |
| 1    | Lila Lapanja   | 386    |
| 2    | Kiki Alexander | 360    |
| 3    | Zoe Zimmermann | 326    |
| 4    | Allie Resnick  | 307    |
| 5    | Amelia Smart   | 280    |

### Kombination
| Rang | Athlet         | Punkte |
| ---- | -------------- | ------ |
| 1    | Isaiah Nelson  | 160    |
| 2    | Kyle Alexander | 145    |
| 3    | Filip Forejtek | 80     |
|      | Liam Wallace   | 80     |
| 5    | Sam Mulligan   | 74     |

| Rang | Athletin              | Punkte |
| ---- | --------------------- | ------ |
| 1    | Ava Sunshine          | 150    |
| 2    | Lila Lapanja          | 130    |
| 3    | Arianne Forget        | 125    |
| 4    | Stefanie Fleckenstein | 120    |
| 5    | Kiki Alexander        | 100    |

### Parallelrennen
| Rang | Athlet           | Punkte |
| ---- | ---------------- | ------ |
| 1    | Lucas Ermeskog   | 100    |
| 2    | Declan McCormack | 80     |
| 3    | Liam Wallace     | 60     |
| 4    | Reto Mächler     | 50     |
| 5    | Jacob Dilling    | 45     |

| Rang | Athletin           | Punkte |
| ---- | ------------------ | ------ |
| 1    | Cassidy Gray       | 100    |
| 2    | Justine Lamontagne | 80     |
| 3    | Sarah Bennett      | 60     |
| 4    | Kjersti Moritz     | 50     |
| 5    | Kiki Alexander     | 45     |

## Podestplatzierungen Herren

### Abfahrt
| Datum      | Ort               | 1. Platz       | 2. Platz       | 3. Platz              |
| ---------- | ----------------- | -------------- | -------------- | --------------------- |
| 08.12.2021 | Lake Louise (CAN) | Jeffrey Read   | Kyle Alexander | Roy-Alexander Steudle |
| 09.12.2021 | Lake Louise (CAN) | Jeffrey Read   | Kyle Alexander | Spencer Wright        |
| 23.03.2022 | Sugarloaf (USA)   | Jared Goldberg | Jeffrey Read   | Broderick Thompson    |
| 23.03.2022 | Sugarloaf (USA)   | Jared Goldberg | Sam Morse      | Broderick Thompson    |

### Super-G
| Datum      | Ort                      | 1. Platz                                                                                 | 2. Platz                                                                                 | 3. Platz                                                                                 |
| ---------- | ------------------------ | ---------------------------------------------------------------------------------------- | ---------------------------------------------------------------------------------------- | ---------------------------------------------------------------------------------------- |
| 10.12.2021 | Lake Louise (CAN)        | Kyle Alexander                                                                           | Riley Seger                                                                              | Jay Poulter                                                                              |
| 12.12.2021 | Panorama (CAN)           | Rennen abgesagt.                                                                         | Rennen abgesagt.                                                                         | Rennen abgesagt.                                                                         |
| 13.12.2021 | Panorama (CAN)           | Riley Seger                                                                              | Franjo von Allmen                                                                        | Kyle Alexander                                                                           |
| 10.02.2022 | Whiteface Mountain (USA) | Kyle Alexander                                                                           | Isaiah Nelson                                                                            | Sam Mulligan                                                                             |
| 10.02.2022 | Whiteface Mountain (USA) | Kyle Alexander                                                                           | Sam Mulligan                                                                             | Isaiah Nelson                                                                            |
| 14.02.2022 | Burke (USA)              | Rennen abgesagt. Ersatzrennen in Whiteface Mountain auf den 10. Februar 2022 vorverlegt. | Rennen abgesagt. Ersatzrennen in Whiteface Mountain auf den 10. Februar 2022 vorverlegt. | Rennen abgesagt. Ersatzrennen in Whiteface Mountain auf den 10. Februar 2022 vorverlegt. |
| 15.02.2022 | Burke (USA)              | Rennen abgesagt. Ersatzrennen in Whiteface Mountain auf den 10. Februar 2022 vorverlegt. | Rennen abgesagt. Ersatzrennen in Whiteface Mountain auf den 10. Februar 2022 vorverlegt. | Rennen abgesagt. Ersatzrennen in Whiteface Mountain auf den 10. Februar 2022 vorverlegt. |
| 25.03.2022 | Sugarloaf (USA)          | Rennen wegen starker Vereisung der Piste abgesagt.                                       | Rennen wegen starker Vereisung der Piste abgesagt.                                       | Rennen wegen starker Vereisung der Piste abgesagt.                                       |

### Riesenslalom
| Datum      | Ort                      | 1. Platz                                                                                               | 2. Platz                                                                                               | 3. Platz                                                                                               |
| ---------- | ------------------------ | --- | --- | --- |
| 20.11.2021 | Copper Mountain (USA)    | Andreas Žampa                                                                                          | Fabian Gratz                                                                                           | Jett Seymour                                                                                           |
| 21.11.2021 | Copper Mountain (USA)    | Thomas Tumler                                                                                          | Anton Grammel                                                                                          | Luke Winters                                                                                           |
| 17.12.2021 | Panorama (CAN)           | Liam Wallace                                                                                           | Cooper Cornelius                                                                                       | Asher Jordan                                                                                           |
| 18.12.2021 | Panorama (CAN)           | Cooper Cornelius                                                                                       | Liam Wallace                                                                                           | Asher Jordan                                                                                           |
| 07.02.2022 | Mont Édouard (CAN)       | Rennen aufgrund der COVID-19-Pandemie abgesagt. Ersatzrennen am 8. Februar 2022 in Whiteface Mountain  | Rennen aufgrund der COVID-19-Pandemie abgesagt. Ersatzrennen am 8. Februar 2022 in Whiteface Mountain  | Rennen aufgrund der COVID-19-Pandemie abgesagt. Ersatzrennen am 8. Februar 2022 in Whiteface Mountain  |
| 08.02.2022 | Mont Édouard (CAN)       | Rennen aufgrund der COVID-19-Pandemie abgesagt. Ersatzrennen am 9. Februar 2022 in Whiteface Mountain. | Rennen aufgrund der COVID-19-Pandemie abgesagt. Ersatzrennen am 9. Februar 2022 in Whiteface Mountain. | Rennen aufgrund der COVID-19-Pandemie abgesagt. Ersatzrennen am 9. Februar 2022 in Whiteface Mountain. |
| 08.02.2022 | Whiteface Mountain (USA) | Harry Laidlaw                                                                                          | Riley Seger                                                                                            | Anton Grammel                                                                                          |
| 09.02.2022 | Whiteface Mountain (USA) | Harry Laidlaw                                                                                          | Riley Seger                                                                                            | Brian McLaughlin                                                                                       |
| 14.02.2022 | Burke (USA)              | Harry Laidlaw                                                                                          | Charlie Raposo                                                                                         | Isaiah Nelson                                                                                          |
| 26.03.2022 | Sugarloaf (USA)          | Riley Seger                                                                                            | George Steffey                                                                                         | Patrick Kenney                                                                                         |

### Slalom
| Datum      | Ort                      | 1. Platz                                                                                                | 2. Platz                                                                                                | 3. Platz                                                                                                |
| ---------- | ------------------------ | --- | --- | --- |
| 16.11.2021 | Vail (USA)               | Rennen abgesagt. Ersatzrennen am 22. November 2021 in Copper Mountain.                                  | Rennen abgesagt. Ersatzrennen am 22. November 2021 in Copper Mountain.                                  | Rennen abgesagt. Ersatzrennen am 22. November 2021 in Copper Mountain.                                  |
| 17.11.2021 | Vail (USA)               | Rennen abgesagt. Ersatzrennen am 23. November 2021 in Copper Mountain.                                  | Rennen abgesagt. Ersatzrennen am 23. November 2021 in Copper Mountain.                                  | Rennen abgesagt. Ersatzrennen am 23. November 2021 in Copper Mountain.                                  |
| 22.11.2021 | Copper Mountain (USA)    | Liam Wallace                                                                                            | David Ketterer                                                                                          | Simon Fournier                                                                                          |
| 23.11.2021 | Copper Mountain (USA)    | Luke Winters                                                                                            | Alex Leever                                                                                             | Garret Driller                                                                                          |
| 15.12.2021 | Panorama (CAN)           | Adam Hofstedt                                                                                           | Reto Mächler                                                                                            | Ryder Sarchett                                                                                          |
| 16.12.2021 | Panorama (CAN)           | Asher Jordan                                                                                            | Sam Mulligan                                                                                            | Justin Alkier                                                                                           |
| 09.02.2022 | Mont Édouard (CAN)       | Rennen aufgrund der COVID-19-Pandemie abgesagt. Ersatzrennen am 11. Februar 2022 in Whiteface Mountain. | Rennen aufgrund der COVID-19-Pandemie abgesagt. Ersatzrennen am 11. Februar 2022 in Whiteface Mountain. | Rennen aufgrund der COVID-19-Pandemie abgesagt. Ersatzrennen am 11. Februar 2022 in Whiteface Mountain. |
| 10.02.2022 | Mont Édouard (CAN)       | Rennen aufgrund der COVID-19-Pandemie abgesagt. Ersatzrennen am 12. Februar 2022 in Whiteface Mountain. | Rennen aufgrund der COVID-19-Pandemie abgesagt. Ersatzrennen am 12. Februar 2022 in Whiteface Mountain. | Rennen aufgrund der COVID-19-Pandemie abgesagt. Ersatzrennen am 12. Februar 2022 in Whiteface Mountain. |
| 11.02.2022 | Whiteface Mountain (USA) | Benjamin Ritchie                                                                                        | Asher Jordan                                                                                            | Liam Wallace                                                                                            |
| 12.02.2022 | Whiteface Mountain (USA) | Liam Wallace                                                                                            | Simon Fournier                                                                                          | Isaiah Nelson                                                                                           |
| 15.02.2022 | Burke (USA)              | Fabian Ax Swartz                                                                                        | Asher Jordan                                                                                            | Cooper Puckett                                                                                          |
| 28.03.2022 | Sugarloaf (USA)          | Benjamin Ritchie                                                                                        | Cooper Puckett                                                                                          | Bridger Gile                                                                                            |

### Kombination
| Datum      | Ort                      | 1. Platz                                                                                 | 2. Platz                                                                                 | 3. Platz                                                                                 |
| ---------- | ------------------------ | ---------------------------------------------------------------------------------------- | ---------------------------------------------------------------------------------------- | ---------------------------------------------------------------------------------------- |
| 12.12.2021 | Panorama (CAN)           | Rennen abgesagt. Ersatzrennen am 10. Februar 2022 in Whiteface Mountain.                 | Rennen abgesagt. Ersatzrennen am 10. Februar 2022 in Whiteface Mountain.                 | Rennen abgesagt. Ersatzrennen am 10. Februar 2022 in Whiteface Mountain.                 |
| 10.02.2022 | Whiteface Mountain (USA) | Kyle Alexander                                                                           | Filip Forejtek                                                                           | Isaiah Nelson                                                                            |
| 10.02.2022 | Whiteface Mountain (USA) | Isaiah Nelson                                                                            | Liam Wallace                                                                             | Cooper Puckett                                                                           |
| 14.02.2022 | Burke (USA)              | Rennen abgesagt. Ersatzrennen in Whiteface Mountain auf den 10. Februar 2022 vorverlegt. | Rennen abgesagt. Ersatzrennen in Whiteface Mountain auf den 10. Februar 2022 vorverlegt. | Rennen abgesagt. Ersatzrennen in Whiteface Mountain auf den 10. Februar 2022 vorverlegt. |

### Parallelrennen
| Datum      | Ort            | 1. Platz       | 2. Platz         | 3. Platz     |
| ---------- | -------------- | -------------- | ---------------- | ------------ |
| 14.12.2021 | Panorama (CAN) | Lukas Ermeskog | Declan McCormack | Liam Wallace |

## Podestplatzierungen Frauen

### Abfahrt
| Datum      | Ort               | 1. Platz              | 2. Platz         | 3. Platz       |
| ---------- | ----------------- | --------------------- | ---------------- | -------------- |
| 08.12.2021 | Lake Louise (CAN) | Stefanie Fleckenstein | Lauren Macuga    | Alix Wilkinson |
| 09.12.2021 | Lake Louise (CAN) | Stefanie Fleckenstein | Candace Crawford | Lauren Macuga  |
| 23.03.2022 | Sugarloaf (USA)   | Isabella Wright       | Jacqueline Wiles | Keely Cashman  |
| 23.03.2022 | Sugarloaf (USA)   | Isabella Wright       | Keely Cashman    | Tricia Mangan  |

### Super-G
| Datum      | Ort                      | 1. Platz                                           | 2. Platz                                           | 3. Platz                                           |
| ---------- | ------------------------ | -------------------------------------------------- | -------------------------------------------------- | -------------------------------------------------- |
| 10.12.2021 | Lake Louise (CAN)        | Candace Crawford                                   | Alix Wilkinson                                     | Stefanie Fleckenstein                              |
| 12.12.2021 | Panorama (CAN)           | Rennen abgesagt.                                   | Rennen abgesagt.                                   | Rennen abgesagt.                                   |
| 13.12.2021 | Panorama (CAN)           | Alix Wilkinson                                     | Cassidy Gray                                       | Francesca Baruzzi                                  |
| 14.02.2022 | Whiteface Mountain (USA) | Candace Crawford                                   | Stefanie Fleckenstein                              | Britt Richardson                                   |
| 14.02.2022 | Whiteface Mountain (USA) | Britt Richardson                                   | Stefanie Fleckenstein                              | Ava Sunshine                                       |
| 25.03.2022 | Sugarloaf (USA)          | Rennen wegen starker Vereisung der Piste abgesagt. | Rennen wegen starker Vereisung der Piste abgesagt. | Rennen wegen starker Vereisung der Piste abgesagt. |

### Riesenslalom
| Datum      | Ort                      | 1. Platz          | 2. Platz         | 3. Platz                 |
| ---------- | ------------------------ | ----------------- | ---------------- | ------------------------ |
| 18.11.2021 | Copper Mountain (USA)    | Estelle Alphand   | Britt Richardson | Roberta Melesi           |
| 19.11.2021 | Copper Mountain (USA)    | Federica Brignone | Estelle Alphand  | Roberta Melesi           |
| 15.12.2021 | Panorama (CAN)           | Cassidy Gray      | Allie Resnick    | Nicola Rountree-Williams |
| 16.12.2021 | Panorama (CAN)           | Sarah Bennett     | Allie Resnick    | Kaja Norbye              |
| 08.02.2022 | Georgian Peaks (CAN)     | Britt Richardson  | Allie Resnick    | Stefanie Fleckenstein    |
| 09.02.2022 | Georgian Peaks (CAN)     | Britt Richardson  | Allie Resnick    | Ava Sunshine             |
| 15.02.2022 | Whiteface Mountain (USA) | Katie Hensien     | Allie Resnick    | Stefanie Fleckenstein    |
| 27.03.2022 | Sugarloaf (USA)          | Rennen abgesagt.  | Rennen abgesagt. | Rennen abgesagt.         |

### Slalom
| Datum      | Ort                      | 1. Platz                                                               | 2. Platz                                                               | 3. Platz                                                               |
| ---------- | ------------------------ | ---------------------------------------------------------------------- | ---------------------------------------------------------------------- | ---------------------------------------------------------------------- |
| 16.11.2021 | Vail (USA)               | Rennen abgesagt. Ersatzrennen am 22. November 2021 in Copper Mountain. | Rennen abgesagt. Ersatzrennen am 22. November 2021 in Copper Mountain. | Rennen abgesagt. Ersatzrennen am 22. November 2021 in Copper Mountain. |
| 17.11.2021 | Vail (USA)               | Rennen abgesagt. Ersatzrennen am 23. November 2021 in Copper Mountain. | Rennen abgesagt. Ersatzrennen am 23. November 2021 in Copper Mountain. | Rennen abgesagt. Ersatzrennen am 23. November 2021 in Copper Mountain. |
| 22.11.2021 | Copper Mountain (USA)    | Kiki Alexander                                                         | Zoe Zimmermann                                                         | Allie Resnick                                                          |
| 23.11.2021 | Copper Mountain (USA)    | Lila Lapanja                                                           | Allie Resnick                                                          | Kiki Alexander                                                         |
| 17.12.2021 | Panorama (CAN)           | Amelia Smart                                                           | Zoe Zimmermann                                                         | Lila Lapanja                                                           |
| 18.12.2021 | Panorama (CAN)           | Amelia Smart                                                           | Reece Bell                                                             | Elese Sommerová                                                        |
| 10.02.2022 | Osler Bluff (CAN)        | Lila Lapanja                                                           | Sarah Bennett                                                          | Ava Sunshine                                                           |
| 11.02.2022 | Osler Bluff (CAN)        | Ava Sunshine                                                           | Kiki Alexander                                                         | Stefanie Fleckenstein                                                  |
| 16.02.2022 | Whiteface Mountain (USA) | Arianne Forget                                                         | Allie Resnick                                                          | Sarah Bennett                                                          |
| 28.03.2022 | Sugarloaf (USA)          | Zoe Zimmermann                                                         | Amelia Smart                                                           | Kristiane Bekkestad                                                    |

### Kombination
| Datum      | Ort                      | 1. Platz                                                                 | 2. Platz                                                                 | 3. Platz                                                                 |
| ---------- | ------------------------ | ------------------------------------------------------------------------ | ------------------------------------------------------------------------ | ------------------------------------------------------------------------ |
| 13.12.2021 | Panorama (CAN)           | Rennen abgesagt. Ersatzrennen am 14. Februar 2022 in Whiteface Mountain. | Rennen abgesagt. Ersatzrennen am 14. Februar 2022 in Whiteface Mountain. | Rennen abgesagt. Ersatzrennen am 14. Februar 2022 in Whiteface Mountain. |
| 14.02.2022 | Whiteface Mountain (USA) | Ava Sunshine                                                             | Arianne Forget                                                           | Stefanie Fleckenstein                                                    |
| 14.02.2022 | Whiteface Mountain (USA) | Kiki Alexander                                                           | Lila Lapanja                                                             | Stefanie Fleckenstein                                                    |

### Parallelrennen
| Datum      | Ort            | 1. Platz     | 2. Platz           | 3. Platz      |
| ---------- | -------------- | ------------ | ------------------ | ------------- |
| 14.12.2021 | Panorama (CAN) | Cassidy Gray | Justine Lamontagne | Sarah Bennett |